# Боско Сант'Ањезе (Беневенто)
Боско Сант'Ањезе је насеље у Италији у округу Беневенто, региону Кампанија.
Према процени из 2011. у насељу је живело 25 становника. Насеље се налази на надморској висини од 262 м.